# Jolene Blalock
Jolene Blalock (San Diego (Californië), 5 maart 1975) is een Amerikaanse actrice en fotomodel.

## Biografie
Blalock verliet op zeventienjarige leeftijd San Diego en verhuisde naar Los Angeles om er een modellencarrière uit te bouwen. Ze haalde de covers van een aantal modebladen en tijdens het maken van een commercial werd haar aangeraden om een acteercarrière te overwegen. In 1998 kreeg ze haar eerste kleine rol, in de televisieserie Veronica's Closet.
Het grote werk kwam er in 2001, toen ze de rol van T'Pol ging spelen in de sciencefictionserie Star Trek: Enterprise. Ze bleef er vier jaar hoofdrolspeler, tot de serie in 2005 afgelopen was.
Blalock had gastrollen in onder meer CSI, CSI: Miami en Stargate SG-1. Ze speelde ook in een aantal films, waaronder een hoofdrol in Starship Troopers 3: Marauder uit 2008, een vervolgfilm op Starship Troopers uit 1997.
Tijdens een vakantie in Jamaica vroeg Blalock haar huidige man ten huwelijk. De volgende dag, op 30 april 2003, traden ze in het huwelijk in het bijzijn van hun beider families.